# Ditaxis montevidensis
Ditaxis montevidensis är en törelväxtart som först beskrevs av Ferdinand Didrichsen, och fick sitt nu gällande namn av Ferdinand Albin Pax. Ditaxis montevidensis ingår i släktet Ditaxis och familjen törelväxter. Inga underarter finns listade i Catalogue of Life.